# Jean-Charles Valladont
Jean-Charles Valentin Valladont (Besanzón, 20 de marzo de 1989) es un deportista francés que compite en tiro con arco, en la modalidad de arco recurvo.

## Trayectoria
Participó en cuatro Juegos Olímpicos de Verano, entre los años 2008 y 2024, obteniendo dos medallas de plata, en Río de Janeiro 2016 en la prueba individual y en París 2024 en la prueba por equipo (junto con Baptiste Addis y Thomas Chirault), y el quinto lugar en Tokio 2020 (equipo mixto). En los Juegos Europeos de Minsk 2019 obtuvo una medalla de oro en la prueba por equipo.
Ganó cuatro medallas en el Campeonato Mundial de Tiro con Arco al Aire Libre entre los años 2009 y 2017, y una medalla de bronce en el Campeonato Mundial de Tiro con Arco en Sala de 2009.
Obtuvo siete medallas en el Campeonato Europeo de Tiro con Arco al Aire Libre entre los años 2008 y 2024, y seis medallas en el Campeonato Europeo de Tiro con Arco en Sala entre los años 2010 y 2022.
Además, consiguió una medalla de oro en los Juegos Mundiales de 2013.

## Palmarés internacional
| Juegos Olímpicos                 | Juegos Olímpicos          | Juegos Olímpicos  | Juegos Olímpicos |
| Año                              | Lugar                     | Medalla           | Prueba           |
| -------------------------------- | ------------------------- | ----------------- | ---------------- |
| 2016                             | Río de Janeiro (Brasil)   | Medalla de plata  | Individual       |
| 2024                             | París (Francia)           | Medalla de plata  | Equipo           |
| Campeonato Mundial al Aire Libre |                           |                   |                  |
| Año                              | Lugar                     | Medalla           | Prueba           |
| 2009                             | Ulsan (Corea del Sur)     | Medalla de plata  | Equipo           |
| 2011                             | Turín (Italia)            | Medalla de plata  | Equipo           |
| 2013                             | Belek (Turquía)           | Medalla de bronce | Equipo           |
| 2017                             | Ciudad de México (México) | Medalla de plata  | Equipo           |
| Campeonato Mundial en Sala       |                           |                   |                  |
| Año                              | Lugar                     | Medalla           | Prueba           |
| 2009                             | Rzeszów (Polonia)         | Medalla de bronce | Individual       |
| Juegos Europeos                  |                           |                   |                  |
| Año                              | Lugar                     | Medalla           | Prueba           |
| 2019                             | Minsk (Bielorrusia)       | Medalla de oro    | Equipo           |
| Campeonato Europeo al Aire Libre |                           |                   |                  |
| Año                              | Lugar                     | Medalla           | Prueba           |
| 2008                             | Vittel (Francia)          | Medalla de plata  | Equipo           |
| 2014                             | Echmiadzin (Armenia)      | Medalla de oro    | Equipo           |
| 2016                             | Nottingham (Reino Unido)  | Medalla de oro    | Individual       |
| 2016                             | Nottingham (Reino Unido)  | Medalla de plata  | Equipo mixto     |
| 2018                             | Legnica (Polonia)         | Medalla de bronce | Individual       |
| 2024                             | Essen (Alemania)          | Medalla de oro    | Equipo           |
| 2024                             | Essen (Alemania)          | Medalla de bronce | Individual       |
| Campeonato Europeo en Sala       |                           |                   |                  |
| Año                              | Lugar                     | Medalla           | Prueba           |
| 2010                             | Poreč (Croacia)           | Medalla de bronce | Equipo           |
| 2013                             | Rzeszów (Polonia)         | Medalla de plata  | Individual       |
| 2017                             | Vittel (Francia)          | Medalla de plata  | Equipo           |
| 2017                             | Vittel (Francia)          | Medalla de bronce | Individual       |
| 2022                             | Laško (Eslovenia)         | Medalla de oro    | Equipo           |
| 2022                             | Laško (Eslovenia)         | Medalla de plata  | Individual       |